# Eugnathia diversalis
Eugnathia diversalis là một loài bướm đêm trong họ Erebidae.